# На межі (фільм, 2001)
«На краю» (англ. On the Edge) — фільм 2001 року режисера Джона Карні.

## Сюжет
Дев'ятнадцятирічний Джонатан (Кілліан Мерфі) не хоче вмирати. Але й жити йому зовсім не хочеться. І тому одного похмурого ранку він, прихопивши урну з прахом покійного батька, розганяє машину до швидкості 100 миль на годину і скеровує її в урвище. І хоч шанси щоб вижити були дуже мізерними, але він дивом вижив.
Його направляють до психіатричного шпиталю, у відділення пацієнтів з суїцидальними нахилами, де доля зводить Джонатана з людьми, які назавжди змінять його життя, і лікарем (Стівен Рі), який бачить Джонатана морально знесиленим. Але не тоді, коли він закохується в Рейчел (Тріша Вессі) і починає відкривати для себе життя, яке, зрештою, не повинно бути таким шаленим…, Тут Джонотанові доведеться провести три довгих місяці та прийти до несподіваного висновку: життя попри всі його гидоти та жорстокості — дуже непогана штука ….

## У ролях
- Кілліан Мерфі — Джонатан
- Стівен Рі — лікар-психіатр
- Тріша Вессі[en] — Рейчел Ров
- Джонатан Джексон[en] — Тобі

## Номінації
- 2001 : Золотий Хічкок[fr] — Джон Карні

## Нагороди
- 2001 : Нагорода Динарського фестивалю британських фільмів[fr], (Франція):
  - Приз глядацьких симпатій — Джон Карні.